# Hennadij Avdjejenko
Hennadij Valentynovytj Avdejenko (ukrainska: Геннадій Валентинович Авдєєнко), född den 4 november 1963 i Odessa, Ukrainska SSR, Sovjetunionen, är en ukrainsk före detta friidrottare. Han tävlade under sin karriär för Sovjetunionen i höjdhopp, under det ryska namnet Gennadij Avdejenko.
Avdejenko vann det första världsmästerskapet i höjdhopp 1983 då han klarade 2,32 meter. Avdejenko lyckades inte upprepa bedriften vid VM 1987. Trots att han noterade nytt personligt rekord på 2,38 meter blev han tvåa efter Patrik Sjöberg som vann på samma höjd med färre rivningar. Även Igor Paklin klarade 2,38 och delade andraplatsen med Avdejenko. Gennadij Avdejenko tog revansch på Sjöberg året efter då han vann guld vid Olympiska sommarspelen 1988 med ett nytt hopp på 2,38 meter.
1990, vid en ålder av 26, avslutade Avdejenko sin aktiva friidrottskarriär.